# Ordine dei Cavalieri di Rizal
L'Ordine dei Cavalieri di Rizal (in inglese: Order of the Knights of Rizal) è un ordine cavalleresco filippino istituito dal Colonnello Antonio C. Torres il 29 dicembre 1911. È l'unico ordine cavalleresco attivo delle Filippine. Lo scopo principale dell'ordine è di rendere onore alla memoria e di diffondere gli insegnamenti del più celebre eroe nazionale filippino, José Rizal.

## Storia
Il 30 dicembre del 1911, Antonio Torres radunò un gruppo di nove uomini per omaggiare il martirio del Dr. José Rizal: costoro furono i primi Cavalieri dell'Ordine di Rizal, allora conosciuto come "Orden de Caballeros de Rizal". Nel 1912, i Cavalieri di Rizal agirono come guardia d'onore durante il trasferimento della salma di Rizal dal cimitero Paco (Paco cemetery) fino a Luneta. Negli anni a seguire, l'Ordine portò avanti diverse cerimonie durante il Giorno di José Rizal, l'anniversario della sua morte. 
Il 14 luglio dell'anno 1951, attraverso la legge (republic act) numero 646, l'Orden de Caballeros de Rizal fu convertito in corporazione pubblica sotto il nome ufficiale di "Order of the Knights of Rizal" con lo scopo ricordare José Rizal, di studiare e diffondere i suoi insegnamenti e di organizzare cerimonie ed eventi in suo onore. La legge fu presentata in senato dai senatori Enrique Magalona, Lorenzo Sumulong, Esteban Abada, Emiliano Tria Tirona, Camilo Osías, Gerónima Pécson, José Avelino e Ramón Torres e fu firmata dal presidente delle Filippine Elpidio Quirino. La legge stabilisce inoltre che il centro operativo dell'Ordine sia a Manila. Il quartier generale internazionale si trova in Bonifacio Drive, Port Area, Manila. 

### Suddivisione
L'ordine si compone di circa 25 000 membri suddivisi in 131 capitoli attivi nel territorio filippino e in 61 capitoli attivi nel mondo, includendo Australia, Argentina, Albania, Austria, Bulgaria, Borneo, Bahrein, Indonesia, Croazia, Papua Nuova Guinea, Bielorussia, Irlanda, Belgio, Finlandia, Norvegia, Francia, Danimarca, Svezia, Slovenia, Giappone, Nigeria, Figi, Mauritius, Seychelles, Repubblica Ceca, Qatar, Isole Salomone, Cambogia, Arabia Saudita, Svizzera, Singapore, Libano, Moldavia, Corea del Sud, Sudafrica, Marocco, Nuova Zelanda, Malaysia, Tonga, Russia, Ruanda, Bangladesh, Bhutan, Pakistan, India, Monaco, Israele, Macao, Macedonia del Nord, Montenegro, Birmania, Mongolia, Kazakistan, Islanda, Estonia, Lettonia, Polonia, Slovacchia, Portogallo, Serbia, Romania, Grecia, Germania, Italia, Hong Kong, Thailandia, Lituania, Timor Est, Regno Unito, Ucraina, Turchia, Tunisia, Taiwan, Vanuatu, Vietnam, Spagna, Paesi Bassi, Canada e Stati Uniti.

## Consiglio Supremo
In base alla legge 646, l'Ordine viene gestito da un Consiglio Supremo, costituito da nove elementi:
- Comandante Supremo
- Cancelliere Supremo
- Attendente Supremo
- Tesoriere Supremo
- Archivista Supremo
- Revisore Supremo
- Vice Attendente Supremo
- Vice Tesoriere Supremo

Tali ruoli ricorrono anche nell'organizzazione di aree e capitoli.

## Ranghi
L'Ordine dei Cavalieri di Rizal si compone di cinque gradi:
Primo grado - Knight of Rizal
Un candidato ammesso e iniziato viene riconosciuto come Knight of Rizal (KR). I requisiti che l'Ordine dichiara di richiedere sono la maggior età, un'ottima morale e reputazione, conoscere Rizal e credere nei suoi ideali. La richiesta di ammissione, che può essere effettuata solo tramite la raccomandazione ed il consenso di due cavalieri attivi, deve essere presentata dal rispettivo capitolo ed infine accettata dal Consiglio Supremo.
Secondo grado - Knight Officer of Rizal
In seguito al conseguimento di almeno sei mesi di attività al primo grado, in caso di raccomandazione positiva dal tribunale istituzionale del capitolo di appartenenza, un membro viene elevato al secondo grado, acquisendo il titolo di Knight Officer of Rizal (KOR).
Terzo grado - Knight Commander of Rizal
Un membro promosso al terzo grado acquisisce il titolo di Knight Commander of Rizal (KCR). La promozione può avvenire a prescindere dal tempo di servizio o dal rango di appartenenza. Inoltre, questo titolo viene conferito a tutti i Comandanti di capitolo.
Quarto grado - Knight Grand Officer of Rizal
Il quarto grado viene conferito al conseguimento di un contributo di rilevanza verso l'Ordine o verso le Filippine ed il corrispettivo titolo è di Knight Grand Officer of Rizal (KGOR). Questo titolo viene assegnato ai membri eletti come fiduciari del Consiglio Supremo dell'Ordine.
Quinto grado - Knight Grand Cross of Rizal
Knight Grand Cross of Rizal (KGCR) è il grado più alto, conferito direttamente dal Consiglio Supremo tramite assemblee regolari o straordinarie ai membri che hanno conseguito un contribuito di rilevanza notevole verso l'Ordine o verso le Filippine.

### Altri premi e riconoscimenti
| Medaglia di Riconoscimento | Può venire assegnata a un Cavaliere di Rizal o chiunque altro contribuisca in favore dell'Ordine previa la raccomandazione del capitolo di appartenenza e l'approvazione del Consiglio Supremo. |
| Medaglia al Merito         | Può venire assegnata a un Cavaliere di Rizal o chiunque altro contribuisca in favore dell'Ordine previa la raccomandazione del capitolo di appartenenza e l'approvazione del Consiglio Supremo. |
| Stella al Merito           | Può venire assegnata a un Cavaliere di Rizal o chiunque altro contribuisca in maniera significativa in favore dell'Ordine previa la raccomandazione del capitolo di appartenenza e l'approvazione del Consiglio Supremo. |
| Croce al Merito            | Viene assegnata a un Cavaliere di Rizal o chiunque altro contribuisca in maniera eccezionale in favore dell'Ordine, sostenendone gli obbiettivi, previa la raccomandazione del capitolo di appartenenza e l'approvazione del Consiglio Supremo. |
| Premio Rizal Pro Patria    | Viene assegnato a un Cavaliere di Rizal o chiunque altro contribuisca in maniera esemplare ed eccezionale in favore delle Filippine (o qualsiasi altro paese) o per l'Ordine, sostenendone a pieno gli obbiettivi. Questo merito viene assegnato solamente attraverso la forte raccomandazione del Consiglio Istituzionale Superiore e l'approvazione del Consiglio Supremo. |

## Uniforme e Medaglie
Durante le assemblee e agli eventi organizzati dall'Ordine, i membri devono essere in uniforme ufficiale. Questa si compone dell'abito tradizionale filippino, il Barong, in una versione appositamente alterata per i membri dell'Ordine di Rizal, di colore bianco crema con colletto marrone, pantaloni, scarpe e cintura neri.
Le medaglie di identificazione e di merito devono essere esposte. Per i membri di quarto grado o superiore, l'uniforme si completa di fascia di merito.
La prima versione dell'uniforme, risalente al 1912 e non più in uso, era di taglio militare per via dell'influenza delle dominazioni di cui le Filippine sono state vittime. Questa versione dell'uniforme è stata riutilizzata un'ultima volta durante la rievocazione del trasferimento della salma di Rizal nel 2012.

## Membri illustri

### Presidenti delle Filippine
- Emilio Aguinaldo
- José Paciano Laurel
- Manuel Quezón
- Carlos P. Garcia
- Diosdado Macapagal
- Ferdinand Marcos
- Fidel V. Ramos
- Joseph Ejercito Estrada
- Benigno Aquino III
- Rodrigo Roa Duterte

### Membri non filippini
- Juan Carlos I di Spagna
- Henry Kissinger
- Anwar Ibrahim
- Austin Coates
- John Ensign
- Daisaku Ikeda